# مدمن هيروين (مسلسل)
المسلسل الصيني "The Knockout" (狂飙) 
الذي حقق شهرة كبيرة في عام 2023، حيث لعب الممثل Zhang Yi (张译) دور الشرطي An Xin، بينما لعب Zhang Songwen (张颂文) دور Gao Qiqiang (المعروف أيضًا بـ "Strong哥")، وهو شخصية رئيسية تتعامل مع عالم الجريمة وتتعاطى المخدرات في القصة.
لكنك ذكرت اسم "غوهاي" (Guo Hai) و"هوانغ جينغ يو" (Huang Jingyu)، وهذا قد يشير إلى عمل آخر. هل تقصد أحد هذه المسلسلات أو الأفلام؟
1. مسلسل "The Knockout" (狂飙) – يتناول قصة صراع بين الشرطة وعصابات المخدرات.
2. فلم "Operation Red Sea" (红海行动) – حيث لعب Huang Jingyu دور جندي، لكنه ليس عن الهيروين.
3. مسلسل "Day and Night" (白夜追凶) – دراما بوليسية صينية مشهورة.